# Bitches Ain't Shit
Bitches Ain't Shit è un singolo del rapper statunitense YG, pubblicato il 19 aprile 2011 su etichetta Def Jam.

## Tracce
1. Bitches Ain't Shit – 3:30